# 타이니 툰
《타이니 툰》(Tiny Toon Adventures)은 1990년부터 1992년까지 방송된 워너 브라더스, AKOM의 텔레비전 애니메이션이다. 스티븐 스필버그가 제작에 참여한 것으로도 유명하다. 1991년 10월 7일에서 1993년 4월 7일까지 MBC에서는 말괄량이 뱁스라는 이름으로도 방영된 적 있다(매주 평일 17:40 ~ 18:10 (1991년 10월 7일 ~ 1992년 1월 10일) → 매주 월 ~ 수 17:40 ~ 18:10 (1992년 12월 14일 ~ 1993년 1월 6일) → 매주 월 ~ 화 17:40 ~ 18:10 (1993년 1월 11일 ~ 1993년 3월 30일) → 화 ~ 수 17:40 ~ 18:10 (1993년 4월 6일 ~ 1993년 4월 7일))(1991년 11월 25일, 1991년 12월 2일, 1991년 12월 10일, 1991년 12월 25일, 1991년 12월 30일 ~ 1992년 1월 2일, 1992년 1월 13일 ~ 1992년 12월 11일는 결방).

## 주요 캐릭터
- 버스터 바니 (Buster Bunny) (14세) (한국어판 성우: 송도순 (구더빙판 (MBC)) → 김승준 (재더빙판 (투니버스)))
- 뱁스 바니 (Babs Bunny) (14세) (한국어판 성우: 송도영 (구더빙판 (MBC)) → 차명화 (재더빙판 (투니버스)))
- 플러키 덕 (Plucky Duck) (14세) (한국어판 성우: 박영화 (구더빙판 (MBC)) → 박조호 (재더빙판 (투니버스)))
- 햄튼 피그 (Hamton Pig) (13세) (한국어판 성우: 서영애 (구더빙판 (MBC)) → 이재명 (재더빙판 (투니버스)))
- 엘마이라 더프 (Elmyra Duff) (구더빙판 이름은 새미 더프) (13세) (한국어판 성우: 이미자 (구더빙판 (MBC)) → 정미숙 (재더빙판 (투니버스)))
- 몬타나 맥스 (Montana Max) (14세) (한국어판 성우: 안정현 (구더빙판 (MBC)) → 이계윤 (재더빙판 (투니버스)))
- 고고 도도 (Gogo Dodo) (17세) (한국어판 성우: 박기량 (구더빙판 (MBC)) → 이인성 (재더빙판 (투니버스)))
- 피피 라 퓸 (Fifi La Fume) (구더빙판 이름은 삐삐 라 퓸) (13세) (한국어판 성우: 박소현 (구더빙판 (MBC)) → 이현진 (재더빙판 (투니버스)))
- 셜리 맥룬 (Shirley McLoon) (13세) (한국어판 성우: 기경옥 (구더빙판 (MBC)) → 양정화 (재더빙판 (투니버스)))
- 디지 데빌 (Dizzy Devil) (구더빙판 이름은 핑핑이) (12세) (한국어판 성우: 이성 (구더빙판 (MBC)) → ??? (재더빙판 (투니버스)))
- 퍼볼 (Furball) (구더빙판 이름은 나비) (한국어판 성우: 이인성 (재더빙판 (투니버스)) (구더빙판은 성우없음))
- 스위티 피 (Sweetie Pie) (3세) (한국어판 성우: ??? (구더빙판 (MBC)) → ??? (재더빙판 (투니버스)))
- 카라미티 코요테 (Calamity Coyote) (10세) (성우없음)
- 리틀 비퍼 (Little Beeper) (10세) (성우없음)
- 콩코드 콘돌 (Concord Condor) (한국어판 성우: 박기량 (구더빙판 (MBC)) → ??? (재더빙판 (투니버스)))
- 아놀드 독 (Arnold the Pit Bull) (한국어판 성우: 김기현 (구더빙판 (MBC)) → 하성용 (재더빙판 (투니버스)))

## 루니 툰
벅스 버니가 등장하는 루니툰 영화를 이어 만든 후손 애니메이션이라고 할 수는 있다. 이유는 벅스 버니, 대피 덕, 포기 피그 등이 여기서도 등장하는데 여기서는 대학생 성인으로 등장하기 때문이다. 타이니 툰 에피소드 1에서 LOORIVERSITY라는 대학교가 있는데 바로 루니툰의 벅스 버니에서 나오는 주인공들이 등장하는 학교이다. 버스터 버니가 벅스 버니를 이은 대표적인 후배이고, 플러키 덕이 대피 덕의 후배가 된다. 그리고 햄튼 피그가 포기 피그의 후배들이다.

## 같이 보기
- 루니 툰
- 벅스 버니
- 대피 덕
- 타이니 툰 루니버시티